# John C. Houk
John Chiles Houk, född 26 februari 1860 i Clinton i Tennessee, död 3 juni 1923 i Knox County i Tennessee, var en amerikansk republikansk politiker. Han var ledamot av USA:s representanthus 1891–1895. Han var son till Leonidas C. Houk.
Houk utexaminerades från University of Tennessee och studerade sedan juridik vid Columbian University. År 1884 inledde han sin karriär som advokat i Knoxville. Fadern Leonidas C. Houk avled 1891 i ämbetet och efterträddes som kongressledamot av John C. Houk. Han efterträddes sedan 1895 av Henry R. Gibson.